# Edon Murataj
Edon Murataj (* 30. Juli 2002) ist ein belgischer Fußballspieler.

## Karriere
Murataj begann seine Karriere bei Royal Antwerpen. Zur Saison 2022/23 rückte er in den Kader der drittklassige Reserve von Royal. Für diese kam er in jener Spielzeit zu 29 Einsätzen in der 1. Division Amateure, in denen er fünf Tore erzielte.
Zur Saison 2023/24 wechselte er zum österreichischen Zweitligisten SV Lafnitz. Sein Debüt in der 2. Liga gab er im Juli 2023, als er am ersten Spieltag jener Saison gegen die Kapfenberger SV in der Startelf stand. Für Lafnitz kam er insgesamt zu 41 Einsätzen in der 2. Liga, aus der der Verein aber am Ende der Saison 2024/25 abstieg.
Zur Saison 2025/26 wechselte Murataj daraufhin nach Albanien zu Erstligist KS Vllaznia Shkodra.